# Église Saint-Mamès de Boutenac
L'Église Saint-Mamès est située à Boutenac dans le département de l'Aude en France.

## Histoire
Datant du XIIe siècle, un agrandissement est effectué en 1891 en ajoutant deux collatéraux ornés de deux autels et huit nouvelles verrières. De récentes modifications ont à nouveau réduit sa superficie. Autrefois elle était couverte de lierre et un petit cimetière était situé à l'arrière de l'édifice. L'église est dédiée à saint Mamès.
À l'intérieur du monument on peut trouver un bénitier et son support en marbre blanc. Ces deux éléments sont à l'origine un tailloir de chapiteau et un pied d'autel. Ce tailloir datant du VIIIe siècle, décoré de quatre-feuilles sculptés en méplat et cernant des losanges curvilignes taillés en biseau, a été creusé pour servir de bénitier. Le pied d'autel datant du VIIe ou VIIIe siècle est taillé en biseau d'une sculpture barbare réservée sur fond champlevé. Il est décoré de la croix, de l'alpha et de l'oméga. Un tombeau pour les reliques a été creusé sur la face supérieure.
La présence des symboles alpha et oméga est très rare sur un tel autel, et présente des similitudes avec celui de l'église de Rennes-le-Château et d'Oupia.
Ces deux éléments sont listés depuis 1973 comme objets classés monuments historiques.